# Culture 2000
Culture 2000 est un programme-cadre de la Communauté européenne en faveur de la culture de 2000 à 2006. 
Le programme « Culture 2000 » est fondé sur l’article 151 du traité instituant la Communauté européenne (traité de Maastricht). 
Depuis le 1er janvier 2000, il est l’instrument unique de financement et de programmation pour la coopération culturelle et intègre les anciens programmes Kaléidoscope (arts vivants), Ariane  (littérature) et Raphaël (patrimoine). Le but de ce programme-cadre est de mettre en valeur un espace  culturel commun et la promotion de la diversité culturelle en favorisant la coopération entre les acteurs culturels des États participant au programme.
L’enveloppe financière pour l’exécution du programme Culture 2000 pour la période allant du 1er janvier 2000 au 31 décembre 2004 est de 167 millions d’euros. Le programme est prolongé jusqu’en 2006 avec une enveloppe globale de 236,5 millions d’euros.